# Kasni srednjovjekovni kineski jezik
Kasni srednjokineski jezik (ISO 639: ltc), povijesni jezik kineske skupine, sinotibetske porodice, ranija forma kineskog koji se govorio negdje od 7 do 10 stoljeća iza Krista na području sjeverne Kine.
Bio je standardni jezik diastije Tang čije je središte bio Chang'an.